# Panagiotis Sotiris
Panagiotis Sotiris är en grekisk professor i politisk filosofi. Han är en framträdande kritiker av den grekiska regeringens handhavande av landets ekonomiska kris och har även tagit tydlig ställning för de massdemonstrationer som präglat landet under senare år (särskilt under 2011).

## Intervjuer

### För dokumentärprogrammet "Vad är det för fel på grekerna"
Här kritiserar han de hårda sparpaketen och förutspår att demonstrationerna kommer att fortsätta eftersom "folk känner att alla alternativ som erbjuds leder till ekonomisk katastrof". Allt vi erbjuds, säger han, "är ett befängt utvecklingsprogram som bygger på överbelåning, privatiseringar och individualism." Som avslutning säger han att felet inte är löntagarnas, utan politikernas. 